# Vicente Alberto Palacios
Vicente Alberto Palacios Valdés (Constitución; 1872 - Tomé; 18 de octubre de 1920), hijo de José Miguel Palacios y de María Valdés. Casó con Elcira von Helmes Macbeth. Fue un profesor y bombero Chileno.

## Carrera
De profesión pedagogo, llegó a Tomé en 1905 y por decreto Nº469 del 14 de abril del mismo año fue nombrado primer Rector del Liceo de Hombres de Tomé, ejerciendo hasta octubre de 1920.
Desde 1906 integra como secretario el Comité pro-construcción del ferrocarril Tomé a Rucapequén. Escribió muchos artículos de prensa en favor de esta obra.
Secretario de la organización y sostén de la Banda de Músicos de la Municipalidad, de la cual llegó a ser su director.
En octubre de 1913 es nombrado miembro fundador de la "Brigada de Scouts Liceo Tomé", también fue bombero y socio del "Club Social de Tomé".
Desde 1912 a 1920 arrendó los terrenos de la mina de carbón del fundo "El Molino" de Dichato y se dedicó a la explotación del mineral en pequeña escala.

## En su Honor
- En 1921 se fundó el Centro Cultural y Deportivo Vicente Palacios
- En 1923 se creó la Filarmónica Vicente Palacios
- En 1939 se inscribió la Biblioteca Pública Nº59 de Tomé "Vicente Palacios"
- En 1941 se le puso su nombre a una calle en portugalete, y cuatro años más tarde otra en Madrid
- Por Decreto Nº845 del 16 de agosto de 1978, el Liceo de Tomé lleva el nombre de Liceo A-18 "Vicente Alberto Palacios Valdés"
- La avenida de acceso al sector Frutillares, lleva su nombre.